# Crassula atropurpurea
Crassula atropurpurea ((Haw.) D.Dietr., 1840) è una pianta succulenta appartenente alla famiglia delle Crassulaceae, originaria delle Province del Capo, in Sudafrica. Prima dell'attribuzione al genere Crassula fu classificata da Adrian Hardy Haworth come Globulea atropurpurea (Haw., 1824), basionimo dell'attuale denominazione.
L'epiteto specifico deriva dal latino ater, "scuro", e purpurea, "viola" o "rosso cupo" con evidente riferimento al colore delle foglie.

## Descrizione

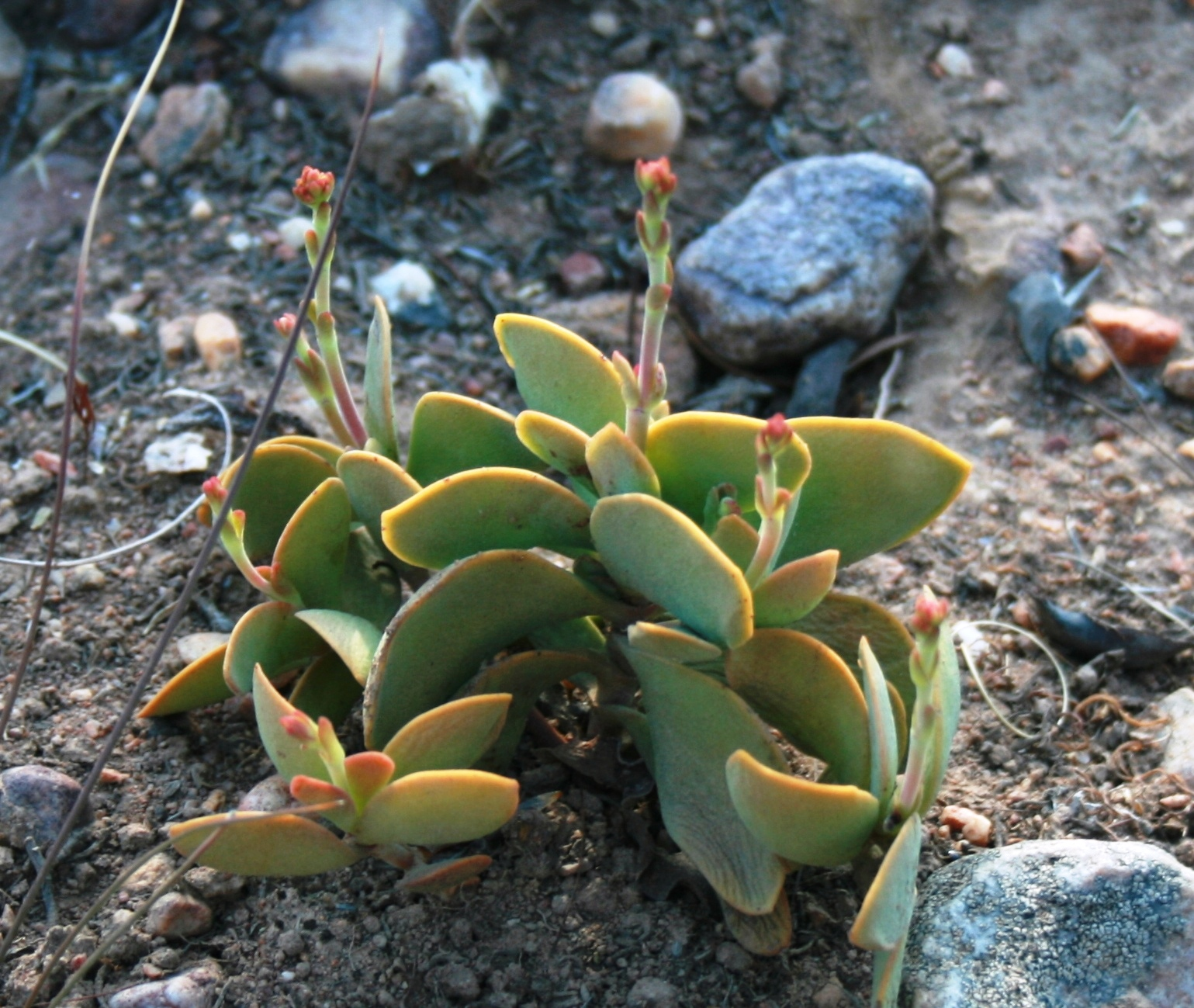
Esemplare di C. atropurpurea

C. atropurpurea è una pianta perenne a carattere arbustivo, formata da steli fittamente ramificati a partire da rami legnosi basali ed in grado di raggiungere i 60 centimetri d'altezza, per 10 mm in diametro. Gli steli più giovani, di colore da verde a violaceo e pubescenti, possono avere un portamento sia eretto che arbustivo.
Le foglie sessili, lunghe tra 10 e 25 mm e larghe 5–13 mm, sono di forma da obovata a lanceolata, orientate verso l'alto e glabre. Presentano delle estremità ottuse, la faccia inferiore convessa e quelle più vecchie tenderanno a essiccarsi e cadere. Sono ricoperte da un fine strato di cera e assumono peculiari sfumature viola, più marcate durante i periodi estivi più caldi, quando queste perderanno quasi totalmente la colorazione verde.
Le allungate infiorescenze a tirso si ramificano in svariate dicasia a partire dai 3-5 nodi del peduncolo, lungo circa 20 cm, e l'impollinazione avviene grazie ad alcune specie di api. I fiori pentameri, che si sviluppano tra primavera ed estate, sono formati da 5 sepali lanceolato-triangolari, lunghi circa 3 mm e col margine cigliato. La corolla di forma tubolare è composta da 5 petali panduriformi, fusi tra loro alla base e con le punte ripiegate che presentano rotonde appendici, caratteristica importante per l'identificazione della specie. Misurano tra i 2 e i 4,5 mm in lunghezza e sono di colore da crema a bianco.

## Distribuzione e habitat
C. atropurpurea è una specie originaria delle province del Capo Occidentale ed Orientale, diffusa soprattutto nell'area del Karoo succulento e nelle macchie del fynbos, prediligendo i terreni rocciosi. È frequente che cresca al riparo di altre succulente più grandi o arbusti.
L'areale di alcune delle varietà è invece più settentrionale, incentrato sull'area al confine tra Sudafrica e Namibia. La diffusione totale risulta quindi nella vasta zona compresa tra Oudtshoorn a est, il fynbos ad ovest e l'area meridionale della Namibia a nord.

## Tassonomia
C. atropurpurea è una specie ancora non ben definita a causa di errori nelle classificazioni precedente, ripresi dagli autori successivi, che hanno fatto confluire in questa specie varietà molto differenti tra loro e originarie di areali differenti. Le principali perplessità sorgono verso la specie principale, la quale frequentemente manca delle scanalature sui petali e le infiorescenze globulari, caratteristiche principali di quella che è nota come la sezione delle Globulea.
Benché venne declassificata a sinonimo di C. atropurpurea, Crassula smutsii (nota anche come C. atropurpurea var. smutsii), in alcune recenti pubblicazioni è stata classificata nuovamente come specie a sé stante, decisione non ancora universalmente riconosciuta.

### Varietà
C. atropurpurea conta 5 varietà attualmente accettate:
- Crassula atropurpurea var. anomala (Schönland & Baker f.) Toelken[14]
- Crassula atropurpurea var. cultriformis (Friedr.) Toelken[15]
- Crassula atropurpurea var. muirii (Schönland) G.D.Rowley[16]
- Crassula atropurpurea var. purcellii (Schönland) Toelken[17]
- Crassula atropurpurea var. watermeyeri (Compton) Toelken[18]

Inoltre, per riferirsi alla pianta in sé, viene utilizzata anche la denominazione C. atropurpurea var. atropurpurea.

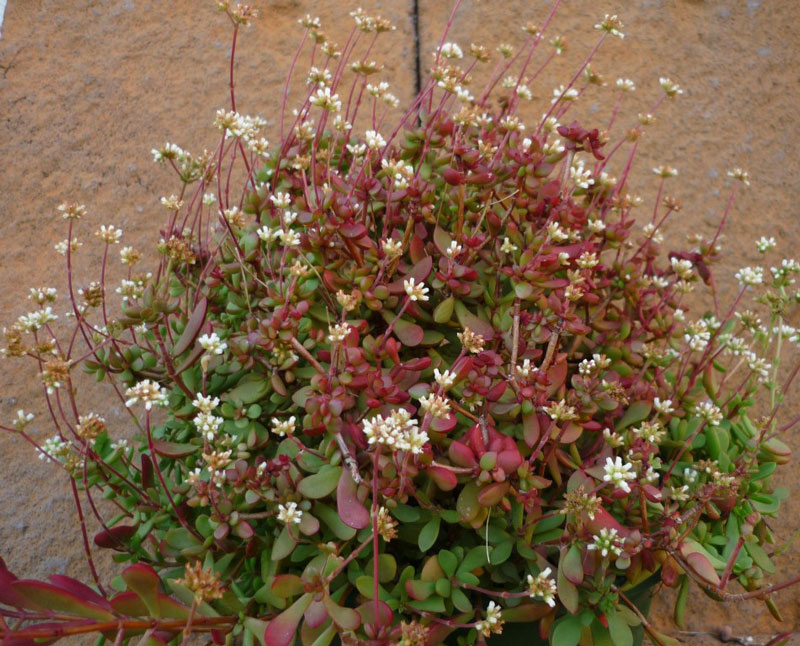
Esemplare coltivato di C. atropurpurea var. anomala

#### Crassula atropurpureavar.anomala
C. atropurpurea var. anomala è una varietà di C. atropurpurea endemica della Provincia del Capo Occidentale, che ha come habitat principali fynbos e Karoo succulento.
Differisce dalla specie principale per gli steli striscianti, di circa 10 mm di diametro ed interamente ricoperti da piccoli peli eretti. Presentano, così come la specie principale, delle foglie succulente, di colore rossastro e dalla forma stretta ed ovata, con delle estremità ottuse. Sui peduncoli si trovano delle coppie di brattee ma, dalle due inferiori, non si sviluppano delle dicasia.
Le infiorescenze si sviluppano in estate, se la pianta si trova in habitat, e sulle estremità dei petali, ripiegate verso il basso, si trovano le caratteristiche appendici dorsali.
Sinonimi sono anche Crassula anomala (Schönland & Baker f., 1898), basionimo dell'attuale denominazione, e Globulea atropurpurea var. anomala ((Schönland & Baker f.) P.V.Heath, 1995).

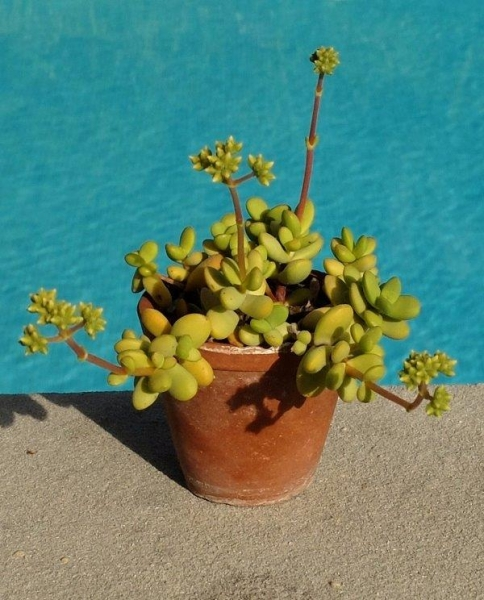
C. atropurpurea var cultiformis

#### Crassula atropurpureavar.cultriformis

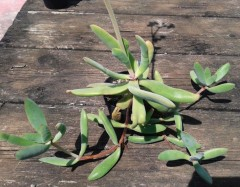
C. atropurpurea var cultriformis subsp. robusta

C. atropurpurea var. cultriformis è una varietà di C. atropurpurea diffusa nell'area semidesertica al confine tra Provincia del Capo Settentrionale (Sudafrica) e Namibia meridionale.
Differisce dalla specie principale per gli steli striscianti, di circa 6 mm di diametro e per le foglie, di forma da lineare ad oblanceolata e dal colore tra verde e rossastro. Le infiorescenze, sempre a tirso, presentano in genere 1, a volte 2, coppie di brattee dalle quali non ramificano in dicasia, sviluppate invece dalle brattee più elevate. Il peduncolo è ricoperto da corti peli ricurvi, mentre le foglie sono in genere glabre.
Gli esemplari in habitat fioriscono generalmente tra fine primavera e periodo estivo.
La specie è anche nota coi sinonimi Crassula cultriformis (H.-C.Friedrich, 1967), che è anche basionimo dell'attuale denominazione, Crassula cinerea (H.-C.Friedrich, 1974) e Crassula cultriformis subsp. robusta (H.-C.Friedrich, 1967), una sottospecie accettata quando la pianta era classificata come specie a sé.

#### Crassula atropurpureavar.muirii

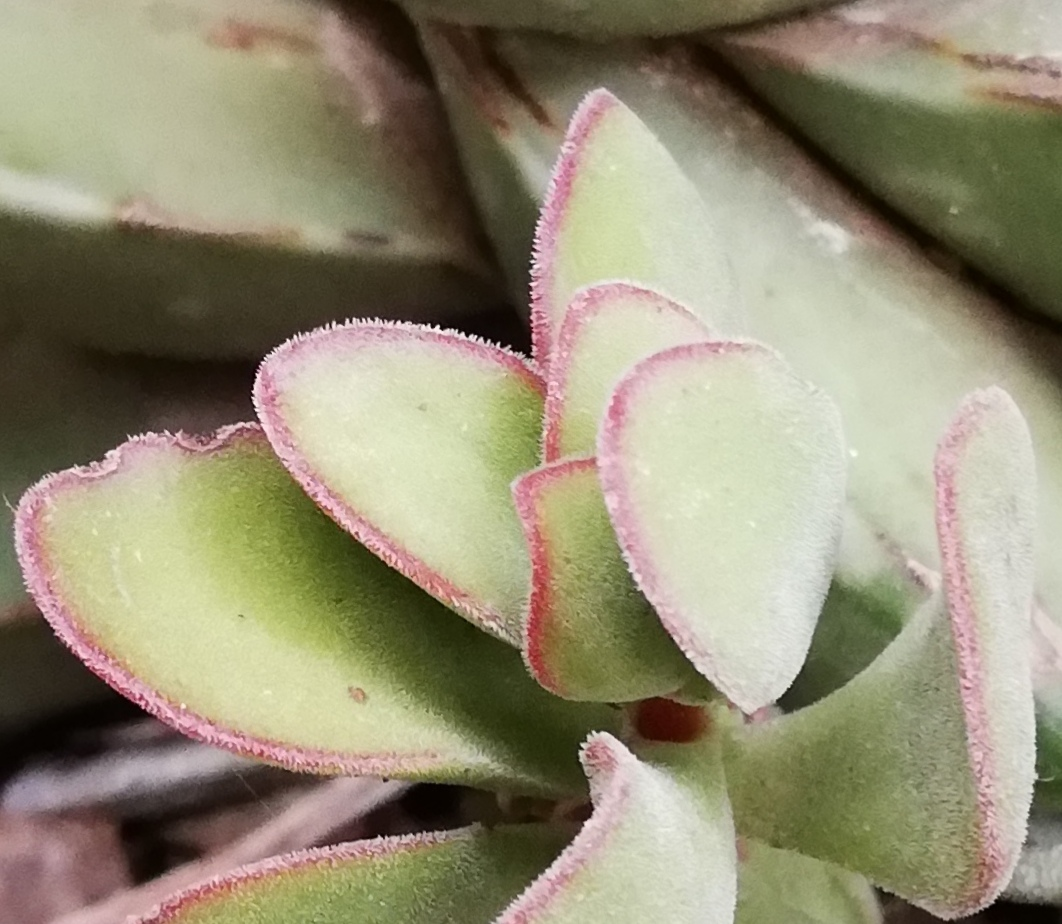
Esemplare di C. atropurpurea var. muirii.

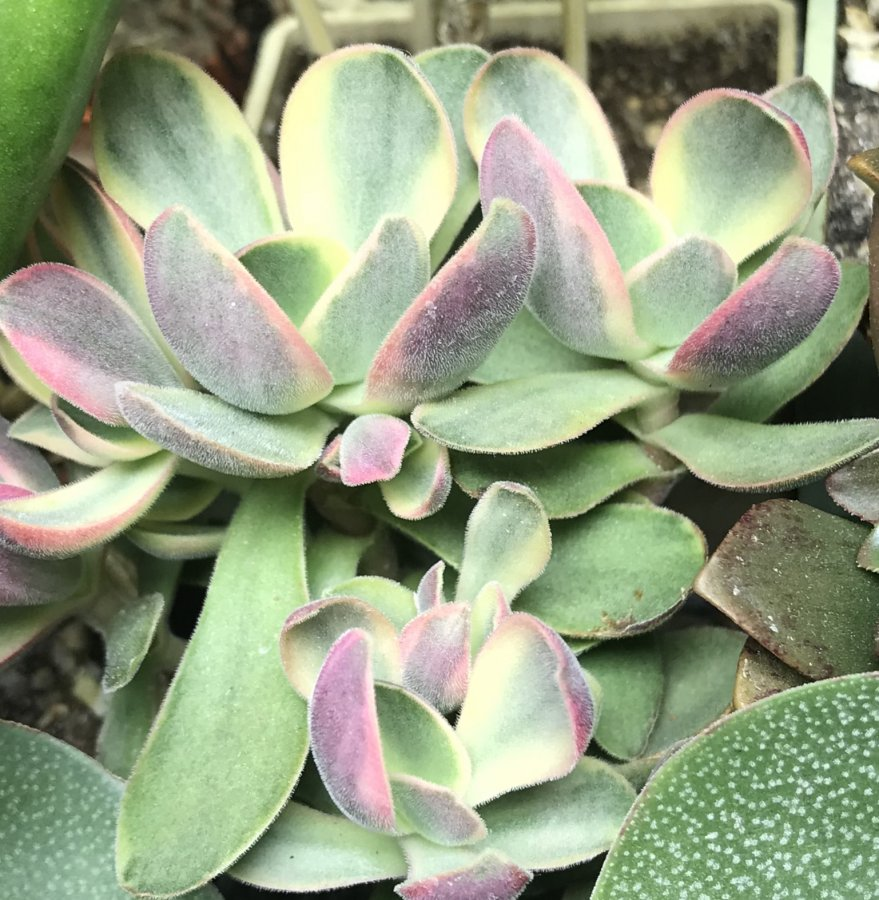
C. atropurpurea var. muirii cv. variegata.

C. atropurpurea var. muirii è una varietà di C. atropurpurea endemica della Provincia del Capo Occidentale, diffusa nel Karoo Succulento.
Ha portamento eretto, con steli snelli che misurano circa 4 mm di diametro. Le foglie succulente sono più snelle che nelle altre varietà, di forma obovata, colore verde e tendente al rossastro se esposte ad un forte irraggiamento solare. Caratteristica peculiare è che sia steli che foglie sono ricoperti da una fine e fitta peluria. Le infiorescenze a tirso ramificano in numerose dicasia, fittamente riempite di fiori. La pianta fiorisce in genere a metà estate.
La specie è anche nota coi sinonimi di C. atropurpurea var. rubella (Toelken, 1977), e Globulea atropurpurea var. rubella ((Compton) P.V.Heath, 1995), derivati dal primo nome con cui è stata classificata la specie, ossia Crassula rubella (Compton, 1931). Inoltre sono sinonimi anche le denominazioni Globulea atropurpurea var. muirii ((Schönland) P.V.Heath, 1995) e Crassula clavifolia var. muirii (Schönland, 1929). Si segnala infine C. atropurpurea var. muirii cv. variegata, cultivar selezionato molto apprezzato come pianta ornamentale.

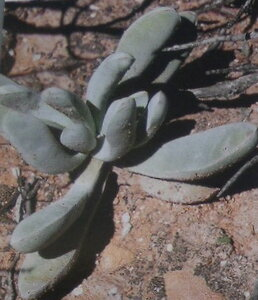
C. atropurpurea var. purcelli

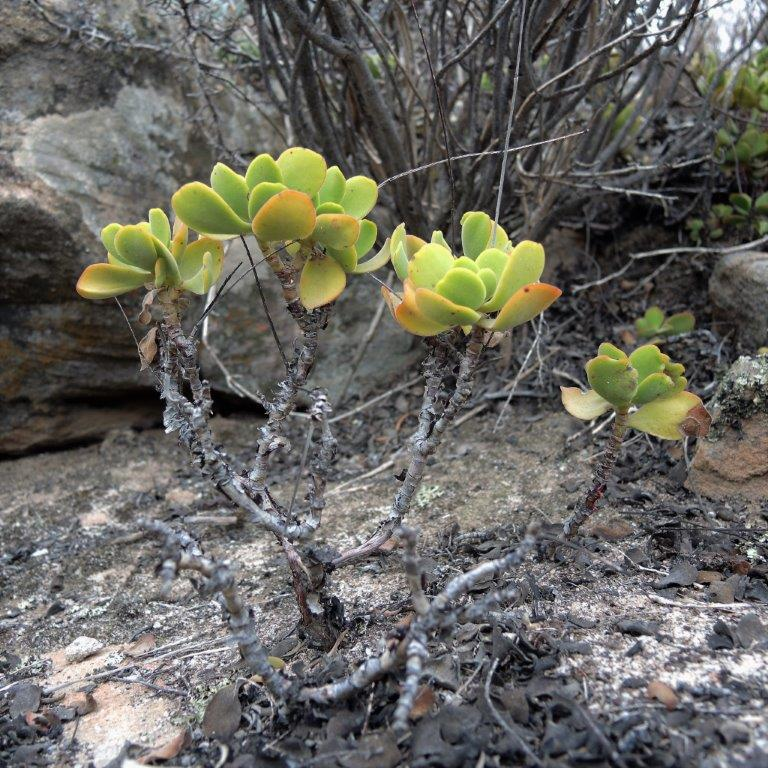
Esemplare di C. atropurpurea var. watermeyeri in habitat.

#### Crassula atropurpureavar.purcellii
C. atropurpurea var. purcellii è una varietà di C. atropurpurea endemica della Provincia del Capo Occidentale, diffusa nel Karoo Succulento e nel Fynbos.
Questa varietà ha steli a portamento eretto, di maggiori dimensioni rispetto alle altre in quanto possono raggiungere i 12 mm di diametro, assumendo un aspetto legnoso. Peculiarità sono le foglie: queste difatti presentano una colorazione principalmente verde-grigiastra. Inoltre hanno una forma da lineare ad ellittica, con le estremità ottuse e ricoperte da una fitta peluria.
La pianta sviluppa delle infiorescenze a tirso tra il periodo primaverile e quello estivo e, così come le altre varietà di C. atropurpurea, presenta i caratteristici fiori con appendice dorsale sui petali.
La specie è anche nota coi sinonimi di Globulea atropurpurea var. purcellii ((Schönland) P.V.Heath, 1995) e di Crassula purcellii (Schönland, 1907), basionimo dell'attuale denominazione, assegnato quando la pianta era ancora considerata come una specie a sé stante.

#### Crassula atropurpureavar.watermeyeri

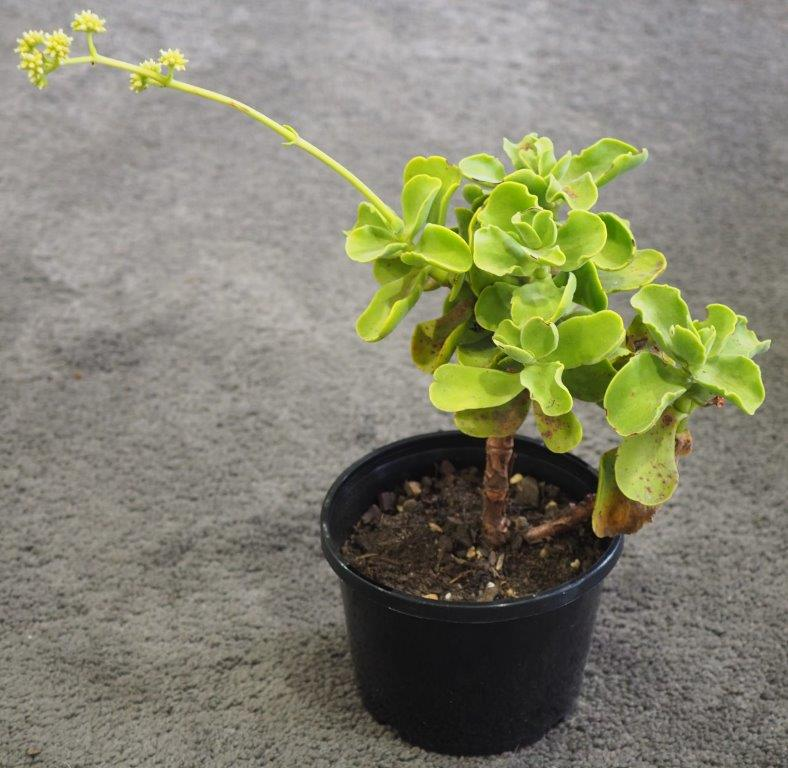
Esemplare di C. atropurpurea var. watermeyeri.

C. atropurpurea var. watermeyeri è una varietà di C. atropurpurea endemica della Provincia del Capo Settentrionale.
Questa varietà differisce dalla specie principale per le foglie di maggiori dimensioni e di colore verde-giallastro. Presentano inoltre delle estremità ottuse e sono ricoperta da fini peli eretti.
Le infiorescenze sono molto allungate e ramificano in fitte dicasia solo nei pressi dell'estremità superiore. Così come nelle altre varietà di C. atropurpurea, i petali, dalla punta acuta, hanno la caratteristica appendice dorsale incavata, elemento distintivo di questa sezione del genere Crassula. Le infiorescenze si sviluppano tra i mesi di ottobre e di novembre.
Il nome della varietà deriva dal basionimo Crassula watermeyeri (Compton, 1931), assegnato quando la pianta veniva considerata come una specie separata, ed inoltre sono accettati come sinonimi anche Globulea atropurpurea var. watermeyeri ((Compton) P.V.Heath, 1995), Crassula gifbergensis (H.-C.Friedrich, 1974) e Globulea atropurpurea var. gifbergensis ((H.-C.Friedrich) P.V.Heath, 1995).
Inoltre si è scoperto come Crassula × serpentaria, precedentemente nota come C. serpentaria (Schönland, 1907), sia un ibrido tra questa varietà e C. tomentosa (Thunb., 1778).

## Coltivazione
In genere le Crassula richiedono un terreno povero di componente organica e ricco di minerali, ben drenante in modo da evitare ristagni idrici che ucciderebbero la pianta. Annaffiare solo a terreno ben secco.
Nello specifico C. atropurpurea è una pianta originaria di aree incluse nelle USDA Hardiness Zones da 9b a 11b, pertanto non dovrebbe essere esposta a temperature inferiori a 10 °C e comunque mai al di sotto dei -3,9 °C. Preferisce difatti una posizione soleggiata, ed essendo una specie di ridotte dimensioni è consigliata la coltivazione in vaso.
Così come altre specie appartenenti al suo genere, C. atropurpurea può essere propagata per seme, pollone o talea.